# Pirkovac
Pirkovac (cyr. Пирковац) – wieś w Serbii, w okręgu niszawskim, w gminie Svrljig. W 2011 roku liczyła 26 mieszkańców.